# Eritreia Italiana
A Eritreia italiana foi uma colônia do Reino da Itália no território da atual Eritreia. Embora fosse formalmente criada em 1890, as primeiras colônias italianas na região foram estabelecidas em 1882 em torno de Assab. A colônia durou oficialmente até 1947. 

## História
A colônia da Eritreia foi fundada pela Itália em 1890, culminando em um processo de colonização que se iniciou em 1869, logo após a abertura do Canal de Suez. A Baía de Assab foi comprada dos sultões por Giuseppe Sapeto e pela empresa de navegação de Raffaele Rubattino para construção de serviços portuários para sua frota comercial. Em 10 de março de 1882, o governo italiano comprou as terras de Assab da empresa italiana, assumindo formalmente a posse do território. Aos poucos, as forças italianas foram conquistando toda a costa até ocupar a cidade portuária de Maçuá em 5 de fevereiro de 1885.
Com a ocupação de Maçuá, abandonada pelos anglo-egípcios em 1885, resultou na criação de facto da colônia. Mas, sua expansão sobre o Planalto da Etiópia pára com a derrota italiana em Aduá em 1896.
Ignorando os protestos diplomáticos e sustentando confrontos abertos com os povos nativos e das outras potências com interesses na área (os egípcios, os turcos e João IV da Abissínia), a Itália prosseguiu conquistando o território proclamado a colônia italiana da Eritreia em 1 de janeiro de 1890. 
A Eritreia italiana tornou-se a primeira colônia do Reino da Itália na África e recebeu uma grande colônia de italianos, dando-lhe um enorme desenvolvimento. No censo de 1939 na Eritreia havia cerca de 100 mil italianos em uma população total de um milhão de habitantes, sendo a capital Asmara o centro de um desenvolvimento arquitetônico e industrial de primeira ordem na África.
Depois da ocupação da Etiópia por tropas italianas em 1936, a Eritreia tornou-se parte da África Oriental Italiana. Os italianos permaneceram até 1941, quando, durante a Segunda Guerra Mundial, todas as colônias italianas foram tomadas pelos Aliados, incluindo a Eritreia, que foi ocupada pela Grã-Bretanha. A Eritreia seria vinculada em uma federação com a Etiópia em 1952, após uma decisão das Nações Unidas.